# Football Club Internazionale 1952-1953
Questa voce raccoglie le informazioni riguardanti il Football Club Internazionale nelle competizioni ufficiali della stagione 1952-1953.

## Stagione
(Ricostruzione di Antonio Ghirelli, tratta dal libro Storia del calcio in Italia, sulla vittoria interista nel campionato 1952-53.)
Dopo un biennio concluso sul podio senza tuttavia mai competere per lo Scudetto, nell'estate 1952 il tecnico Aldo Olivieri lasciava spazio all'ex azzurro Alfredo Foni: questi trasformò Blason da laterale difensivo in battitore libero, facendo inoltre di Armano la prima «ala tornante» del calcio italiano. L'estroso ma poco incisivo Wilkes era sostituito a centrocampo dai «faticatori» Nesti e Mazza, con Ghezzi schierato stabilmente a protezione dei pali.
Anche senza godere dei favori del pronostico, l'Inter abitò i quartieri alti del campionato nelle prime giornate: pur con un timpano lesionato dall'otite, Lorenzi risolveva il derby milanese del 2 novembre 1952 regalando ai suoi il primato ex aequo con la Roma. Espugnato il campo di Ferrara una domenica più tardi grazie a Skoglund, i nerazzurri guadagnarono in poco tempo un margine di 3 punti sulle inseguitrici Juventus e Milan: alla ripresa dopo la sosta natalizia ecco il confronto coi piemontesi, sconfitti per 2-0 ipotecando nella circostanza il titolo d'inverno.
La prima sconfitta giunse solamente in febbraio per mano del Torino, col succitato olandese autore del pari granata; caduti poi a Bologna, i meneghini conservarono 7 lunghezze sui rivali cittadini che non seppero approfittare del passo falso compiuto a Firenze da Nyers e soci. Mentre le seconde linee — tra cui Padulazzi e Brighenti — conoscevano qualche apparizione in campo per via del calo fisico occorso ai titolari, i festeggiamenti prendevano inizio domenica 3 maggio 1953.
A regolare il Palermo contribuivano i summenzionati apolide e scandinavo, con l'incontro foriero del grave infortunio a Lorenzi che rovinava addosso ai pali della porta in quanto sbilanciato da un avversario durante la corsa: un episodio questo ritenuto a lungo, seppur erroneamente, essersi verificato contro la Pro Patria complice un'imprecisa dichiarazione rilasciata dal calciatore alla stampa. Ormai cucitasi sulle maglie il tricolore, la Beneamata non racimolò alcun punto nelle restanti giornate: archiviato il campionato a quota 47, Carlo Masseroni coglieva il primo trofeo del dopoguerra nonché uno Scudetto inedito per la sua gestione.
Al termine della stagione l'Inter declinò l'invito a partecipare alla Coppa Latina del 1953 disputata nel giugno dello stesso anno.

## Divise
| Prima divisa |

## Organigramma societario
Area direttiva
- Presidente: Carlo Masseroni
- Consigliere: Giuseppe Prisco
- Direttore tecnico: Carlo Davies

Area tecnica
- Allenatore: Alfredo Foni

Area sanitaria
- Massaggiatore: Bartolomeo Della Casa

## Rosa
| N. |                   | Ruolo | Calciatore             |
| -- | ----------------- | ----- | ---------------------- |
|    | Italia (bandiera) | P     | Giorgio Ghezzi         |
|    | Italia (bandiera) | D     | Ivano Blason           |
|    | Italia (bandiera) | D     | Giovanni Giacomazzi    |
|    | Italia (bandiera) | D     | Attilio Giovannini (C) |
|    | Italia (bandiera) | D     | Lino Grava             |
|    | Italia (bandiera) | D     | Bruno Padulazzi        |
|    | Italia (bandiera) | C     | Pietro Broccini        |
|    | Italia (bandiera) | C     | Sebastiano Buzzin      |
|    | Italia (bandiera) | C     | Osvaldo Fattori        |
|    | Italia (bandiera) | C     | Bruno Mazza            |

| N. |                     | Ruolo | Calciatore       |
| -- | ------------------- | ----- | ---------------- |
|    | Italia (bandiera)   | C     | Sandro Medolago  |
|    | Italia (bandiera)   | C     | Sergio Morin     |
|    | Italia (bandiera)   | C     | Maino Neri       |
|    | Italia (bandiera)   | C     | Fulvio Nesti     |
|    | Svezia (bandiera)   | C     | Lennart Skoglund |
|    | Italia (bandiera)   | A     | Gino Armano      |
|    | Italia (bandiera)   | A     | Sergio Brighenti |
|    | Italia (bandiera)   | A     | Benito Lorenzi   |
|    | Italia (bandiera)   | A     | Lido Mazzoni     |
|    | Ungheria (bandiera) | A     | István Nyers     |

## Risultati

### Serie A

#### Girone di andata
| Arbitro: | Massai (Pisa) |

|  |           |           |
|  | Marcatori | 20’ Nyers |

| Arbitro: | Piemonte (Monfalcone) |

|               |           |  |
| Padulazzi 50’ | Marcatori |  |

| Arbitro: | Agnolin (Bassano del Grappa) |

|             |           |           |
| Pratesi 70’ | Marcatori | 52’ Nyers |

| Arbitro: | Pieri (Trieste) |

|                                      |           |            |
| Lorenzi 32’, 66’, 80’ Nyers 82’, 89’ | Marcatori | 7’ Jeppson |

| Arbitro: | Piemonte (Monfalcone) |

|                    |           |                       |
| Bertoloni 58’, 62’ | Marcatori | 15’ Nyers 17’ Lorenzi |

| Arbitro: | Agnolin (Bassano del Grappa) |

|                       |           |           |
| Lorenzi 39’ Mazza 72’ | Marcatori | 37’ Bacci |

| Arbitro: | Massai (Pisa) |

|  |           |             |
|  | Marcatori | 86’ Lorenzi |

| Arbitro: | Bellè (Venezia) |

|  |           |              |
|  | Marcatori | 81’ Skoglund |

| Arbitro: | Bernardi (Bologna) |

|              |           |  |
| Skoglund 44’ | Marcatori |  |

| Arbitro: | Bellè (Venezia) |

|                             |           |  |
| Armano 8’, 47’ Skoglund 53’ | Marcatori |  |

| Arbitro: | Agnolin (Bassano del Grappa) |

|                  |           |                             |
| Perissinotto 56’ | Marcatori | 41’, 73’ Mazza 50’ Broccini |

| Milano 7 dicembre 1952 12ª giornata | Inter              | 0 – 0 referto | Udinese | Stadio San Siro\| Arbitro: \| Bernardi (Bologna) \| |
| Arbitro:                            | Bernardi (Bologna) |               |         |                                                     |

| Arbitro: | Agnolin (Bassano del Grappa) |

|                |           |             |
| Puccinelli 45’ | Marcatori | 21’ Lorenzi |

| Arbitro: | Massai (Pisa) |

|  |           |                                  |
|  | Marcatori | 44’ Armano 70’ Nyers 85’ Lorenzi |

| Arbitro: | Agnolin (Bassano del Grappa) |

|                          |           |  |
| Lorenzi 30’ Skoglund 61’ | Marcatori |  |

| Arbitro: | Rigato (Mestre) |

|                        |           |            |
| Skoglund 37’ Nyers 68’ | Marcatori | 3’ Galassi |

| Arbitro: | Gemini (Roma) |

|           |           |                             |
| Piola 57’ | Marcatori | 2’ Mazza 9’ (aut.) De Togni |

#### Girone di ritorno
| Arbitro: | Maurelli (Roma) |

|                           |           |            |
| Armano 33’ Nyers 67’, 86’ | Marcatori | 6’ Baldini |

| Arbitro: | Pieri (Trieste) |

|  |           |           |
|  | Marcatori | 68’ Nyers |

| Arbitro: | Orlandini (Roma) |

|           |           |                                         |
| Nesti 26’ | Marcatori | 52’ Wilkes 57’ Buhtz 60’ Sentimenti III |

| Arbitro: | Bellè (Venezia) |

|  |           |             |
|  | Marcatori | 27’ Lorenzi |

| Arbitro: | Jonni (Macerata) |

|                  |           |             |
| Lorenzi 32’, 89’ | Marcatori | 51’ Hofling |

| Arbitro: | Pieri (Trieste) |

|                   |           |  |
| Mike 6’ Bacci 57’ | Marcatori |  |

| Milano 8 marzo 1953 24ª giornata | Inter         | 0 – 0 referto | Milan | Stadio San Siro\| Arbitro: \| Gemini (Roma) \| |
| Arbitro:                         | Gemini (Roma) |               |       |                                                |

| Arbitro: | Scaramella (Napoli) |

|           |           |               |
| Nyers 48’ | Marcatori | 40’ Fontanesi |

| Trieste 22 marzo 1953 26ª giornata | Triestina     | 0 – 0 referto | Inter | Stadio Giuseppe Grezar\| Arbitro: \| Massai (Pisa) \| |
| Arbitro:                           | Massai (Pisa) |               |       |                                                       |

| Arbitro: | Agnolin (Bassano del Grappa) |

|             |           |  |
| Cervato 84’ | Marcatori |  |

| Arbitro: | Pieri (Trieste) |

|                  |           |  |
| Nyers 72’ (rig.) | Marcatori |  |

| Udine 12 aprile 1953 29ª giornata | Udinese         | 0 – 0 referto | Inter | Stadio Moretti\| Arbitro: \| Bellè (Venezia) \| |
| Arbitro:                          | Bellè (Venezia) |               |       |                                                 |

| Arbitro: | De Leo (Mestre) |

|           |           |             |
| Nyers 75’ | Marcatori | 40’ Caprile |

| Arbitro: | Bellè (Venezia) |

|                                   |           |  |
| Nyers 42’ (rig.) 87’ Skoglund 60’ | Marcatori |  |

| Arbitro: | Agnolin (Bassano del Grappa) |

|                          |           |                |
| Boniperti 35’ Praest 88’ | Marcatori | 73’ Giacomazzi |

| Arbitro: | Jonni (Macerata) |

|                          |           |  |
| Galassi 53’ Bassetto 64’ | Marcatori |  |

| Arbitro: | Orlandini (Roma) |

|  |           |            |
|  | Marcatori | 38’ Feccia |

## Statistiche
Statistiche aggiornate al 31 maggio 1953.

### Statistiche di squadra
| Competizione | Punti | In casa | In casa | In casa | In casa | In casa | In casa | In trasferta | In trasferta | In trasferta | In trasferta | In trasferta | In trasferta | Totale | Totale | Totale | Totale | Totale | Totale | DR |
| Competizione | Punti | G       | V       | N       | P       | Gf      | Gs      | G            | V            | N            | P            | Gf           | Gs           | G      | V      | N      | P      | Gf     | Gs     | DR |
| ------------ | ----- | ------- | ------- | ------- | ------- | ------- | ------- | ------------ | ------------ | ------------ | ------------ | ------------ | ------------ | ------ | ------ | ------ | ------ | ------ | ------ | -- |
| Serie A      | 47    | 17      | 11      | 4       | 2       | 28      | 11      | 17           | 8            | 5            | 4            | 18           | 13           | 34     | 19     | 9      | 6      | 46     | 24     | 22 |
| Totale       | -     | 17      | 11      | 4       | 2       | 28      | 11      | 17           | 8            | 5            | 4            | 18           | 13           | 34     | 19     | 9      | 6      | 46     | 24     | 22 |

### Statistiche dei giocatori
Presenze e reti in campionato.
| Giocatore     | Serie A  | Serie A |
| Giocatore     | Presenze | Reti    |
| ------------- | -------- | ------- |
| G. Armano     | 29       | 4       |
| I. Blason     | 25       | 0       |
| S. Brighenti  | 4        | 0       |
| P. Broccini   | 2        | 0       |
| S. Buzzin     | 8        | 0       |
| O. Fattori    | 13       | 0       |
| G. Ghezzi     | 34       | −24     |
| G. Giacomazzi | 33       | 1       |
| A. Giovannini | 31       | 0       |
| L. Grava      | 1        | 0       |
| B. Lorenzi    | 30       | 12      |
| B. Mazza      | 32       | 4       |
| L. Mazzoni    | 2        | 0       |
| S. Morin      | 1        | 0       |
| M. Neri       | 26       | 0       |
| F. Nesti      | 29       | 1       |
| I. Nyers      | 31       | 15      |
| B. Padulazzi  | 8        | 0       |
| L. Skoglund   | 30       | 6       |